# Cốc Thành
Cốc Thành (chữ Hán giản thể: 谷城县) là một huyện thuộc địa cấp thị Tương Dương, tỉnh Hồ Bắc, Cộng hòa Nhân dân Trung Hoa. Huyện này có diện tích 2553 ki-lô-mét vuông dân số năm 2004 là 540.000 người. Mã số bưu chính là 441700.

## Phân chia hành chính
Về mặt hành chính, huyện này được chia thành 9 trấn và 1 hương:
- Trấn: Thành Quan, Thạch Hoa, Thịnh (Thổ Khang), Miếu Than, Tỳ Hà, Nam Hà, Tử Kim, Lãnh Tập, Ngũ Sơn.
- Hương: Triệu Loan.